# Perizoma obtusa
Perizoma obtusa là một loài bướm đêm trong họ Geometridae.